# おまかせチャンネル
おまかせチャンネルは、ソニーのNETJUKEやx-アプリに搭載されている、印象・シチュエーション・時間帯・季節に合わせたプレイリストを自動的に作成する機能である。

## 概要
取り込んだ楽曲を音符の符号化とテンポ・揺らぎ・コードなど約255種類35パターンによる分析を行い、楽曲に合った印象・シチュエーション・時間帯・季節に分類する。

## チャンネル一覧
チャンネルは機種や発売時期によって異なるが、おおよそ以下の通りに分類される。

### 時間帯
朝のおすすめ、昼のおすすめ、夕方のおすすめ、夜のおすすめ、深夜のおすすめの5つがある。

### 印象
- ファイン・デイ

元気がいい曲、楽しい曲。
- レイニー・デイ

しっとりとした曲、もの悲しい曲。
- シフトアップ

テンポが速めで、ノリのいい曲。
- スローライフ

テンポが遅めで、ゆったりとした曲。
- ソファラウンジ

ジャズっぽい曲。
- フォレスト・ホール

クラシック調の曲。
- ダンスフロア

リズム感のよいラップ・ブルース。
- エクストリーム

激しい曲。
- エモーショナル

バラード調、ボサノバ調の曲。
- ノスタルジア

古めかしい、懐かしい感じの曲。
- アコースティック

アコースティック楽器を使った曲。
- エレクトロニック

電子楽器を使った曲。
- インストゥルメンタル

歌が入っていない、音楽のみの曲。
- ボーカル

歌の入った曲。

### シチュエーション
- おはようタイム

元気でさわやかな、起床時向けの曲。
- おやすみタイム

静かで穏やかな、就寝時向けの曲。
- パーティタイム

アップテンポで明るい、パーティー向けの曲。
- おそうじタイム

おそうじ向けの曲。
- ウォーク

ウォーキング向けの曲。
- ラン

ジョギング・ランニング向けの曲。
- メディテーション

集中していたいときに向く曲。

### 季節のチャンネル
春・夏・秋・冬・メリークリスマスの5つがある。

### MIXチャンネル
アーティストが同じ曲をランダム再生する「アーティストMIX」、同じアルバムの曲をランダム再生する「アルバムMIX」、リリース年代が近い曲をランダム再生する「年代MIX」、雰囲気が似た曲をランダム再生する「ムードMIX」がある。

### その他
- お気に入りチャンネル

お気に入りリストにある曲をランダム再生する。
- 気まぐれチャンネル

取り込まれた楽曲全てをランダム再生する。
- 新着チャンネル

最近取り込まれた曲をランダム再生する。
- 隠れた名曲

どのチャンネルにも含まれない曲。